# The BMJ
The BMJ — еженедельный рецензируемый научный журнал, публикующий статьи в области медицины, издаётся с 1840 года. Исходное название British Medical Journal — «Британский медицинский журнал» — было изменено в 1988 году на сокращение BMJ и затем, в 2014 году — на современное название, The BMJ.
Журнал издаётся BMJ Group, структурным подразделением Британской медицинской ассоциации, главный редактор — Фиона Годли (с февраля 2005 года).
Его импакт-фактор в 2013 году был равен 16.378 согласно отчёту Journal Citation Reports, что ставит журнал на четвёртое место среди журналов общемедицинской тематики

## Редакторы
- P. Hennis Green and Robert Streeten (1840–1844)
- Robert Streeten (1844–1849)
- W.H. Ranking and J.H. Walsh (1849–1853)
- John Rose Cormack (1853–1855)
- Andrew Wynter  (1855–1861)
- William Orlando Markham (1861–1866)
- Ernest Hart (1866–1869)
- Jonathan Hutchinson (1869–1871)
- Ernest Hart (1871–1898)
- Sir Dawson Williams (1898–1928)
- Norman Gerald Horner (1928–1946)
- Hugh Clegg (1947–1965)
- Martin Ware (1966–1975)
- Stephen Lock (1975–1991)
- Richard Smith (1991–2004)
- Kamran Abbasi (Acting E-i-C) (2004–2005)
- Fiona Godlee (2005–2021)
- Kamran Abbasi (2022–)